# Foveolocyathus kitsoni
Foveolocyathus kitsoni is een rifkoralensoort uit de familie van de Turbinoliidae. De wetenschappelijke naam van de soort is voor het eerst geldig gepubliceerd in 1901 door Dennant.